# 巴爾克湖
53°41′53″N 9°2′1″E / 53.69806°N 9.03361°E

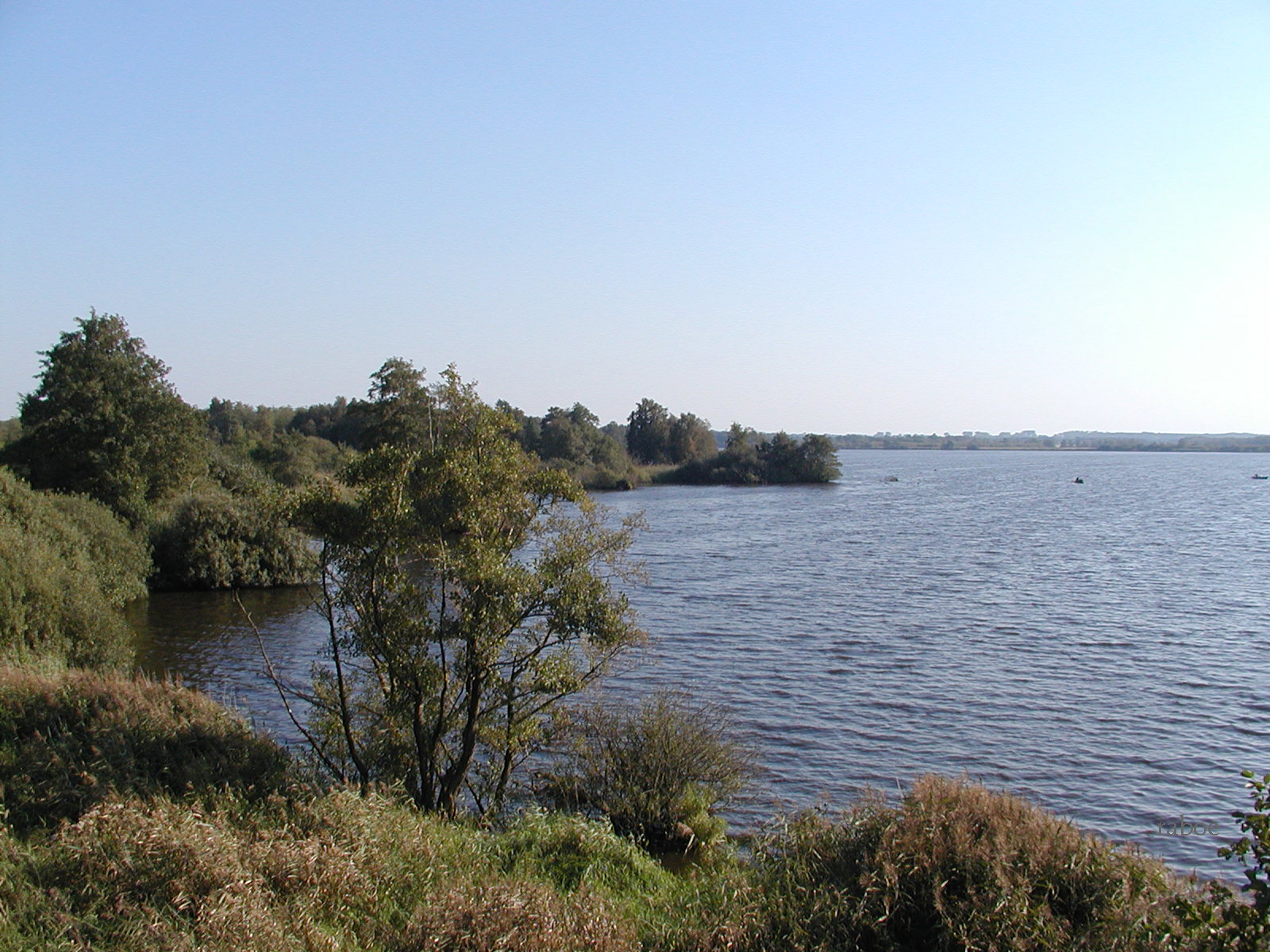

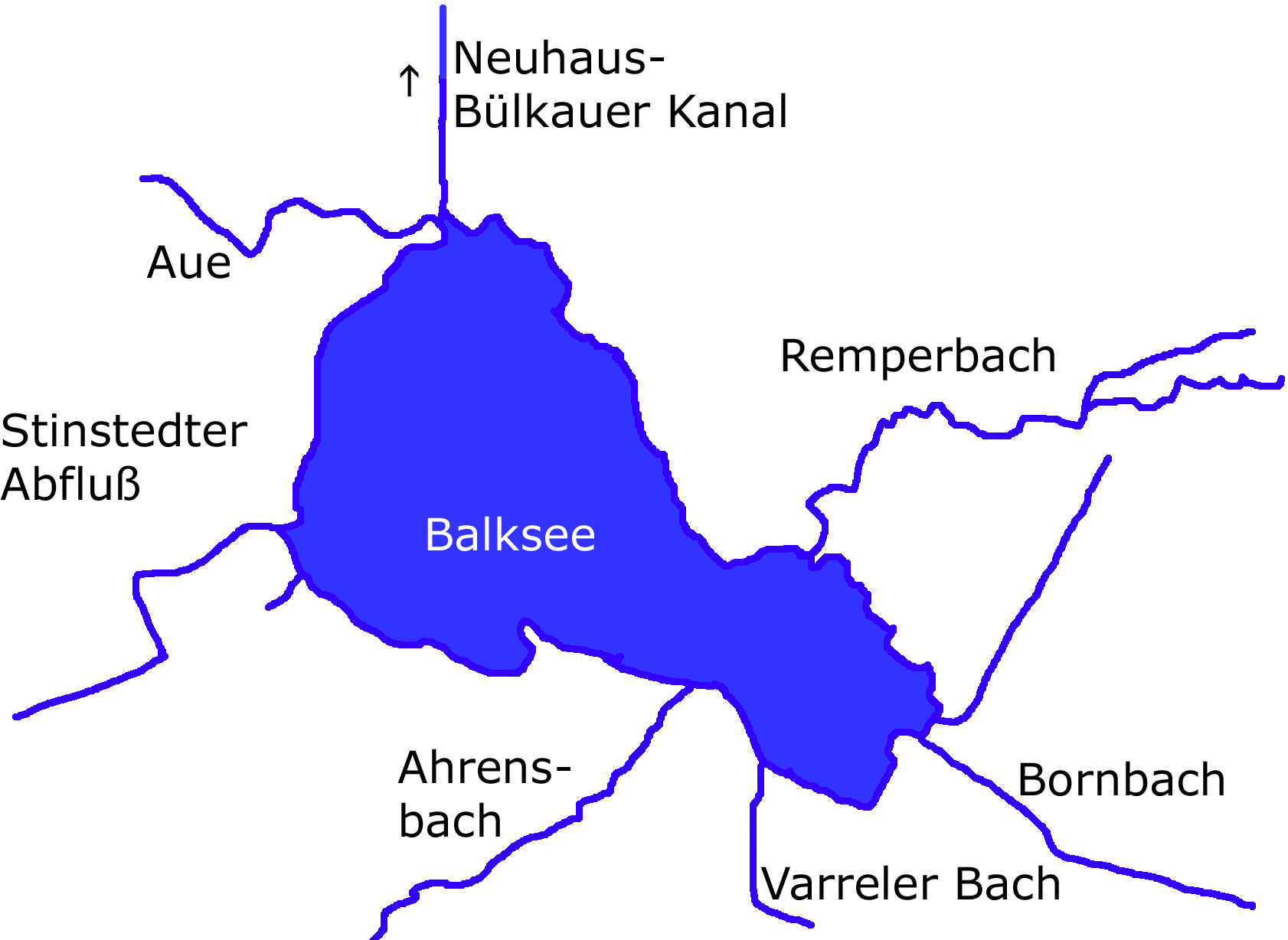

巴爾克湖（德語：Balksee），是德國的湖泊，位於該國西北部，由下薩克森州負責管轄，處於庫克斯港縣，長2公里、寬1公里，面積1.28平方公里，平均水深1.2米，最大水深1.5米。